# 和田信盛
和田 信盛（わだ のぶもり）は、戦国時代から安土桃山時代にかけての武将。六角氏、織田氏の家臣。

## 略歴
近江和田氏は清和源氏・源経基の子・満政の末裔。近江国甲賀郡和田谷を領してきた。室町時代後期になると、六角高頼の庶子・和田高盛（信盛の祖父）が近江和田氏に入ったため、六角氏の一門となった。和田惟政はこの和田氏の出身ともいう。
近江雄琴城主・和田秀純の子として誕生。始め六角氏（六角義秀か六角義郷）に仕え、のち織田秀信の下に転仕する。秀信に仕えた時期は分かっていない。
慶長5年（1600年）の関ヶ原の戦い前哨戦の岐阜城攻防戦で戦死し、嗣子がなかったため家督は弟・正盛が継いだ。
多くの和田一族が秀信に仕えており、岐阜開城後秀信の母と室、娘を大坂の屋敷から救出した和田孫太夫（高盛の子）は信盛の父ないしおじにあたる。

## 関連
- 雄琴城／城跡巡り備忘録　滋賀県